# Das neue Babylon
Das neue Babylon (russisch Новый Вавилон) ist ein Stummfilmdrama, welches das russische Regisseur-Gespann Grigori Kosinzew und Leonid Trauberg 1929 für die staatliche Produktionsgesellschaft Sowkino realisierte. Das Drehbuch verfassten Kosinzew und Trauberg nach einer Idee von P. Bliakin. Die Filmbauten errichtete Jewgeni Jenei. Für die Photographie waren Andrei Moskwin und Jewgeni Michailow verantwortlich.
Der russische Komponist Dmitri Schostakowitsch schrieb zu Das neue Babylon eine Originalmusik; es war seine erste Kompositionsarbeit für den Film. Zu Beginn seiner Musikerlaufbahn 1923 hatte er in russischen Kinos Filme am Klavier begleitet.

## Handlung
Die Filmhandlung spielt zur Zeit der Pariser Kommune im Frühjahr 1871 während der Nachkriegswirren des Deutsch-Französischen Krieges. „Das neue Babylon“ heißt das Großkaufhaus in Paris, in dem Louise als Verkäuferin angestellt ist. Sie engagiert sich bei der Commune, die Jean, ein unpolitischer junger Mann vom Lande, als Soldat in der von der französischen Regierung kontrollierten Armee zu bekämpfen hat. Beide sind in einander verliebt, obwohl sie auf verschiedenen Seiten stehen. Ihre Liebe aber findet in der Zeit der politischen Wirren keinen Ort. Am Ende des Films erhält Jean den Auftrag, ein Grab für Louise zu schaufeln, die von einem Standgericht zum Tode verurteilt wurde.

## Hintergrund
Das neue Babylon wurde mit Mitgliedern der „Fabrik des exzentrischen Schauspielers“ (FEKS) inszeniert, einer 1922 gegründeten avantgardistischen Künstlervereinigung, die neue Wege in der darstellenden Kunst suchte. FEKS begann zunächst als Theatertruppe, in den folgenden Jahren aber prägten viele ihrer Mitglieder als Schauspieler, Ausstatter und Kameraleute die russisch-sowjetische Filmgeschichte. Sie wollten weg von dem Naturalismus und der Einfühlungsästhetik der bürgerlichen Kunst und sie durch einen „dadaistischen Konstruktivismus“ ablösen. Sie orientierten sich an der Straßenkunst, ihre filmische Vorliebe galt Griffith und Chaplin, nicht dem deutschen Expressionismus im Film der frühen 1920er Jahre.
„Gestern: Salons, Verbeugungen, Barone. Heute: Zeitungsverkäufergeschrei, Skandale, Polizeiknüppel, Lärm, Schrei, Scharren, Zeitrhythmus“, heißt es programmatisch im modernitätsbesessenen „Manifest des exzentrischen Schauspielers“ von Grigori Kosinzew und Leonid Trauberg.
Dmitri Schostakowitsch, damals 22 Jahre alt, war wie Kosintsev und Trauberg Mitglied der Filmgruppe von „FEKS“, die sich für die Aufhebung der Grenzen zwischen Theater, Film, Zirkus, Music-Hall und Oper engagierte.
In seiner Musik-Montage zur Illustration des Films verwendete er verschiedene musikalische Formen: Tanz- und Operettenmelodien ebenso wie französische Volksmusik und Revolutionslieder: Ça ira, La Carmagnole und die Marseillaise; sie diente ihm als Leitmotiv für die reaktionäre Bourgeoisie und wurde in unterschiedlichsten Formen verarbeitet, als Can-Can, Walzer oder Galopp.
Die Partitur, welche die Opuszahl 18 trägt, war bald nach der Uraufführung verschollen und wurde erst 1975, kurz nach Schostakowitschs Tod, wiederentdeckt.
Die russische Uraufführung von Nowy Wawilon fand am 18. März 1929 in Leningrad statt.
In Deutschland lag Das neue Babylon am 5. Juli 1929 der Berliner Filmprüfstelle unter der Prüf-Nr. 22835 vor und wurde für Jugendliche verboten; auch bei der Oberprüfstelle, der der Film daraufhin am 12. Juli 1929 vorgelegt wurde, erhielt er unter der Nummer O. 22 835 (8 Akte, 2345 Meter) Jugendverbot. Die Bildstelle verweigerte dem Streifen am 14. August 1929 die Prädikate „künstlerisch“ oder „volksbildend“. Unter dem deutschen Titel Kampf um Paris wurde er am 13. August 1929 in Berlin im Großkino Capitol uraufgeführt; die Musik dazu schrieb und dirigierte Werner Schmidt-Boelcke. Den Verleih in Deutschland übernahm die deutsch-russische Film-Allianz Derussa (Berlin).
Jelena Kusmina und Dimitri Schostakowitsch gaben mit Nowy Wawilon ihr Debüt im Bereich des Films.

## Rezeption
Die Premiere von Film und Musik endete 1929 in einem Fiasko: Orchester und Publikum waren vom experimentellen Charakter des Films überfordert. Die Zuschauer dachten, der Dirigent sei betrunken.
Pawel Betrow-Bytow beklagt sich kurz nach der Uraufführung von Das neue Babylon in einem Aufsatz über die sowjetischen Filmschaffenden im Jahre 1929: „Die Leute, die das sowjetische Kino machen, sind zu 95 % von der gesellschaftlichen Wirklichkeit entfremdete Ästheten ohne Prinzipien. Kurz gesagt, keiner von ihnen hat Ahnung vom wirklichen Leben.“ An die Adresse von Schostakowitsch und Eisenstein gerichtet, fährt er fort: „Es tut mir leid, aber mit diesen Filmen – Oktober und Das neue Babylon – kann man keine Massen führen, schon allein deshalb nicht, weil keiner sie sehen möchte.“
Die Regisseure „Kosinzew und Trauberg vertraten damals am reinsten die ‚poetische‘ Richtung des sowjetischen Films, die das erzählerische Prinzip für unwichtig erachtete, um statt dessen Situationen und Gefühle in komprimierter, aufs Grundsätzliche reduzierter Form darzustellen.“ (Ulrich Gregor/Enno Patalas)
Der Stummfilmmusiker Stephan von Bothmer schreibt 2008:

„Das neue Babylon fasziniert nicht so sehr durch seine episodenhafte Handlung, sondern durch die groteske Atmosphäre in Paris kurz vor dem Untergang. Rasendes Tempo, kontrastreiche Montage, impressionistische Settings in Regen und Nebel, eine weichzeichnende Optik: Immer wieder findet die Choreografie neue, experimentelle Wege, den Zuschauer an das Geschehen auf der Leinwand zu binden.“
„Mit dem Stummfilm Das neue Babylon (1929) gelang dem Regie-Duo Grigori Kosinzew und Leonid Trauberg ein zeitloses, packendes Meisterwerk, bei dem auch musikalisch keine Wünsche offen bleiben: Der Soundtrack des 22-jährigen Dmitri Schostakowitsch sprüht geradezu vor jugendlichem Übermut, Zitatwitz, Sarkasmus und Originalität.“ (Basel Sinfonietta 2011)

### Wiederaufführungen
Der Kulturkanal Arte strahlte den Film am Freitag, den 27. Oktober 2006 um 01.15 Uhr im deutschen Fernsehen aus; der stummfilmerfahrene Dirigent Frank Strobel rekonstruierte die Originalmusik nach der von Leonid Trauberg autorisierten Uraufführungsfassung vom 18. März 1929 in Zusammenarbeit mit den Hamburger Sikorski-Musikverlagen, richtete sie für den Film ein und leitete die Aufnahmen. Der Film wurde in der arte Edition vom Verlag absolut Medien, Berlin, im Juli 2007 als DVD herausgebracht (s/w, 93 Min. + Extras), ISBN 978-3-89848-869-3.
Das Neue Babylon wurde am Montag, 11. April 2011 in Basel in der „Kaserne“ mit Live-Begleitung durch die basel sinfonietta unter Leitung von Mark Fitz-Gerald aufgeführt; eine Einführung ins Konzert gab vor der Vorstellung der britische Filmhistoriker und -kritiker David Robinson. Eine zeitnahe Einspielung der Musik durch die basel sinfonietta unter Mark Fitz-Geralds Leitung (Aufnahme: Volkshaus, Basel, 1.–3. Mai 2011) ist als Doppel-CD beim Label Naxos erschienen. Das beiliegende Booklet enthält u. a. Texte von Nina Goslar (Arte/ZDF) und von Mark Fitz-Gerald zur Originalmusik. Der Film lief auch auf dem Stummfilm-Festival Le Giornate del Cinema Muto, das vom 1.–8. Oktober 2011 in Pordenone, Italien, stattfand.
Das Neue Babylon wurde am 21. November 2013 im Münchner Prinzregententheater mit Live-Begleitung durch das Münchener Kammerorchester unter Leitung von Olari Elts aufgeführt. Am 3. Juli 2014 wurde der Film im Großen Saal der Historischen Stadthalle Wuppertal mit Live-Begleitung durch das Sinfonieorchester Wuppertal unter Leitung von Mark-Andreas Schlingensiepen gezeigt.
Am 20. Mai 2015 wurde Das Neue Babylon in der Stuttgarter Liederhalle mit Live-Begleitung durch die Stuttgarter Philharmoniker unter Leitung von Daniel Raiskin gezeigt.
Das Stummfilmfestival Karlsruhe zeigte den Film am 7. Februar 2023 zur Eröffnung seiner 20. Ausgabe. Das Kammerorchester des KIT unter Leitung von François Salignat begleitete die Aufführung musikalisch.
Am 18. und 19. März 2023 wurde der Film im Großen Haus des Stadttheater Freiburg i. Br. aufgeführt. Die Live-Musik wurde vom Philharmonischen Orchester Freiburg unter der Leitung von Günter A. Buchwald gespielt, es war die deutsche Erstaufführung der von Mark Fitz-Gerald korrigierten Partitur.
Am 17. Mai 2023 wurde der Film in Frankfurt am Main im Großen Sendesaal des Hessischen Rundfunks mit dem hr-Sinfonieorchester unter der Leitung von Frank Strobel gezeigt.